# Menjamel dels Maoke
El menjamel dels Maoke (Oreornis chrysogenys) és un ocell de la família dels melifàgids (Meliphagidae) i única espècie del gènere Oreornis Van Oort, 1910.

## Hàbitat i distribució
habita boscos de pins i matolls a l'oest de Nova Guinea.